# Morgentau (2008)
Morgentau (Originaltitel: Teza) ist ein äthiopisches Filmdrama aus dem Jahr 2008, welches sich mit dem Schicksal eines jungen Mannes beschäftigt, der in den 1970er Jahren mit idealistischen Zielen nach Deutschland aufbricht, um dort Medizin zu studieren. Als er zwanzig Jahre später zurückkehrt, ist von seinem Idealismus nichts geblieben. Er erkennt aber auch sein Land kaum wieder, es ist tief gespalten. Über magische Rituale sucht er Verbindung zu seiner Vergangenheit.

## Handlung
Voller Hoffnung kehrt Anberber in seine alte Heimat Äthiopien zurück, um dort ein neues Leben zu beginnen, nachdem er einige Jahre in Deutschland studiert hat. Ein ganzes Dorf zählt auf ihn, erwartet sich Fortschritt von dem in der Fremde ausgebildeten Heimkehrer. Doch schon am ersten Abend wird Anberber mit den politischen Unruhen im Land konfrontiert, die seinen Neuanfang in Frage stellen.
Er sucht das verlorene Land seiner Kindheit in Erinnerungen, in der Natur, in der Landschaft, in dem See, in dem er schwimmen lernte und auf den Feldern, in denen er als kleiner Junge umherstreifte. Bilder aus einem früheren Leben werden lebendig. Der Sog der Sehnsucht wird immer mächtiger, umso schmerzhafter ist die Erkenntnis, dass das Land, in das er glaubte zurückzukehren, nicht mehr existiert. Seine Mutter beschließt, ihm zu helfen – eine Zeremonie soll dem zwischen Tatkraft und Melancholie Verlorenen einen Weg in die Zukunft weisen, ihn von der übermächtigen Vergangenheit befreien. Doch dafür muss er sich ihr erst einmal stellen – Anberber beginnt eine magische Reise ins Herz der verlorenen Zeit, auf der Suche nach einem Ort, an den er gehört.

## Veröffentlichung
Morgentau wurde im September 2008 bei den Internationalen Filmfestspielen von Venedig vorgeführt und kam am 5. Mai 2011 in die deutschen Kinos.

## Auszeichnungen
- 2008: Internationale Filmfestspiele von Venedig – Großer Preis der Jury
- 2009: FESPACO – Bester Film
- 2009: Internationales Film Festival Innsbruck – Filmpreis des Landes Tirol